# Zdzisław Rzeszutek
Zdzisław Rzeszutek OFMCap (ur. 26 maja 1918 w Majdanie Królewskim, zm. 12 września 1998 w Krakowie) – polski zakonnik, kapucyn, biblista, tłumacz Pisma Świętego z języków oryginalnych.

## Życiorys
W latach 1929–1932 uczył się w Kolegium Serafickim w Rozwadowie. W 1933 wstąpił do Zakonu Braci Mniejszych Kapucynów, w 1936 jako ekstern zdał egzamin maturalny. Święcenia kapłańskie przyjął 29 marca 1941. W latach 1941–1945 mieszkał w klasztorze w Sędziszowie Małopolskim, w latach 1945-1946 w klasztorze w Krośnie. W latach 1946–1948 studiował na Katolickim Uniwersytecie Lubelskim, gdzie obronił pracę magisterską i licencjat. w roku akademickim 1948/1949 pracował jako asystent w Katedrze Pisma Świętego Nowego Testamentu KUL. Następnie został odwołany przez władze zakonne do pracy wewnątrz zgromadzenia i do śmierci mieszkał w klasztorze krakowskim (z przerwą w latach 1973–1974, kiedy to przebywał w Krośnie). W latach 1956–1959 był definitorem, w latach 1957–1970 prefektem studiów, w latach 1961–1964 kustoszem Prowincji krakowskiej. W latach 1949–1971 wykładał w Wyższym Seminarium Duchownym o.o. Kapucynów w Krakowie, w latach 1957–1961, 1966–1968, 1971–1973 także w Wyższym Seminarium Duchownym o.o. Franciszkanów w Krakowie.
Dla Biblii Tysiąclecia przetłumaczył List do Tytusa.